# Maytenus guyanensis
Maytenus guyanensis är en benvedsväxtart som beskrevs av Johann Friedrich Klotzsch. Maytenus guyanensis ingår i släktet Maytenus och familjen Celastraceae. Inga underarter finns listade.